# حصن غراب
حصن الغراب هو حصن وموقع أثري يقع على الشاطئ الجنوبي لشبه الجزيرة العربية في محافظة شبوة اليمنية، يعود تاريخ الموقع إلى القرن الثالث الميلادي.

## حصن الغراب
تتكون قنا من الميناء والحصن المقام على قمة الجبل الواقع في الجهة الجنوبية الشرقية من الميناء، والذي يرجع اكتشافه إلى صباح يوم (16/5/1834م) عندما ألقى بحارة السفينة الإنجليزية (بالينورس) المرساة في ممر ضيق قصير مغلق من أحد جانبيه بجزيرة منخفضة ومن الجانب الآخر بصخرة قائمة وعرة عليها بقايا حصن قديم، وقال لهم البحار العربي المرافق لهم، إن هذا المكان هو (حصن الغراب)، وكان البحارة الإنجليز ثلاثة هم (ولستد وهاملتون وكروتندن). والذين أوكل إليهم مهمة استكشاف الساحل الجنوبي للجزيرة العربية، قد شاهدوا على قمة الجبل حصن وخرائب وأطلال وأبراج ومباني كثيرة، وانتشار آثار عديدة على المنحدر معظمها مبني من أحجار الصخور الجبلية نفسها وغطت بملاط مصنوع من الصدف المتحجر، وعُثر في الطريق الصاعد إلى قمة الجبل على كتابة بخط المسند، كما وجدوا في القمة صهريجاً (كريف) للماء وبقايا تحصينات، منها أبراج ضخمة مربعة الشكل تتجه نحو البحر، ومن ذلك تبين لأولئك البحارة أنه عبارة عن حصن يحمي الميناء. وقد نسخ (ولستد) تلك الكتابات التي وجدها في الطريق الصاعد إلى قمة حصن الغراب وهما النقشين المرسومان بـ (621CIH) (728CIH) إلا أن النقش المرسوم بـ (621CIH) أشتهر بين علماء الحضارات العربية الجنوبية القديمة باسم نقش حصن الغراب، وهو من أهم النقوش التي نشرت كونه يؤرخ لأهم فترة من فترات تاريخ جنوب الجزيرة العربية قبل الإسلام، إذ أنه مؤرخ في العام (640 من التاريخ الحميري) الذي يقابل سنة (525 ميلادية)، وهي المرحلة التي شهدت سقوط الحضارة الحميرية القديمة.